# Émile Coste
Émile Coste, född 2 februari 1862 i Toulon, död 7 juli 1927 i Toulon, var en fransk fäktare.
Coste blev olympisk guldmedaljör i florett vid sommarspelen 1900 i Paris.